# Wortgleichung (Linguistik)
Eine Wortgleichung ist eine Serie von Wörtern aus verschiedenen Sprachen, die lautlich ähnliche Wörter dieser Sprachen mit gleicher oder ähnlicher Bedeutung nebeneinanderstellt. Die Etymologie untersucht (mit den Methoden der historischen Linguistik), ob die Ähnlichkeit auf eine gemeinsame Abstammung der Wörter oder auf Lehnwortbildung zurückgeht oder ob es sich um eine zufällige Ähnlichkeit handelt. Wenn die Wörter einer Wortgleichung einen gemeinsamen Ursprung haben, nennt man sie auch (Ur-)Verwandte.

## Beispiele
Die folgende Tabelle stellt Wortgleichungen germanischer Sprachen zusammen.
| Sprache          | Vater      | Mutter        | Tochter  | Herz    | Knie        | Fuß   | 1       | 2          | 3           | 4           | 5         | 6     | 7      | 8      | 9       | 10      |
| ---------------- | ---------- | ------------- | -------- | ------- | ----------- | ----- | ------- | ---------- | ----------- | ----------- | --------- | ----- | ------ | ------ | ------- | ------- |
| Deutsch          | Vater      | Mutter        | Tochter  | Herz    | Knie        | Fuß   | ein(s)  | zwei       | drei        | vier        | fünf      | sechs | sieben | acht   | neun    | zehn    |
| Luxemburgisch    | –          | –             | Duechter | Häerz   | Knéi        | Fouss | een(t)  | zwee       | dräi        | véier       | fënnef    | sechs | siwen  | aacht  | néng    | zéng    |
| Jiddisch         | foter      | muter         | tokhter  | harts   | kni         | fus   | eyn(s)  | tsvey      | dray        | fir         | fin(e)f   | zeks  | zibn   | akht   | nayn    | tsen    |
| Zimbrisch        | vaatar     | muutar        | tòkhtar  | hèertze | chnie       | vuus  | òan     | zbòa       | drai        | viar        | vüf       | sèks  | siban  | acht   | naün    | zègan   |
| Schweizerdeutsch | Vatter     | Mueter        | Tochter  | Härz    | Chnöi, Chnü | Fuess | ai(s)   | zwöi, zwai | drü, drei   | vier        | füf, foif | sächs | sibe   | acht   | nüün    | zäh(e)  |
| Althochdeutsch   | fater      | muoter        | tohter   | herza   | kneo, kniu  | fuoz  | ein(az) | zwei       | drī         | fior        | fimf      | sehs  | sibun  | ahto   | niun    | zehan   |
| Niederländisch   | vader      | moeder        | dochter  | hart    | knie        | voet  | één     | twee       | drie        | vier        | vijf      | zes   | zeven  | acht   | negen   | tien    |
| Niederdeutsch    | Vader      | Moder         | Dochter  | Hart    | Knie        | Foot  | een     | twee       | dree        | veer        | fief      | söß   | söven  | acht   | negen   | teihn   |
| Altsächsisch     | fadar      | mōdar         | dohtar   | herta   | knio        | fōt   | ēn      | twē        | thrīe       | fiuwar      | fīf       | sehs  | siƀun  | ahto   | nigun   | tehan   |
| Westfriesisch    | faar       | moer          | dochter  | hert    | –           | foet  | ien     | twa        | trije       | fjouwer     | fiif      | seis  | sân    | acht   | njoggen | tsien   |
| Altfriesisch     | feder      | mōder         | dochter  | herte   | knī         | fōt   | ān, ēn  | twā, twē   | thrē, thriā | fiūwer      | fīf       | sex   | siugun | achta  | niugun  | tiān    |
| Englisch         | father     | mother        | daughter | heart   | knee        | foot  | one     | two        | three       | four        | five      | six   | seven  | eight  | nine    | ten     |
| Scots            | fader      | moder, mither | dochter  | hert    | knee        | fit   | ane     | twa        | three       | fower       | five      | sax   | seiven | aicht  | nine    | ten     |
| Altenglisch      | fæder      | mōdor         | dohtor   | heorte  | cnēo        | fōt   | ān      | twā        | þrī         | fēower      | fīf       | sex   | seofon | eahta  | niġon   | tīen    |
| Schwedisch       | far, fader | mor, moder    | dotter   | hjärta  | knä         | fot   | en      | (två)      | tre         | fyra        | fem       | sex   | sju    | åtta   | nio     | tio     |
| Altnordisch      | faðir      | móðir         | dóttir   | hiarta  | kné         | fótr  | einn    | (tvá)      | þrír        | fiórir      | fimm      | sex   | siau   | átta   | níu     | tíu     |
| Gotisch          | fadar      | mōþar         | daúhtar  | haírtō  | kniu        | fōtus | áins    | twái       | þreis       | fidwōr      | fimf      | saíhs | sibun  | ahtáu  | niun    | taíhun  |
| Urgermanisch     | *faðēr     | *mōðēr        | *duχtēr  | *χertān | *knewan     | *fōt- | *ainaz  | *twai      | *þrīz       | *feðwōr(iz) | *fimfe    | *seχs | *seƀun | *aχtōu | *newun  | *teχunt |

Die folgende Tabelle stellt Wortgleichungen indogermanischer Sprachen zusammen.
| Sprache          | Vater               | Mutter              | Tochter                 | Herz                 | Knie            | Fuß                               |
| ---------------- | ------------------- | ------------------- | ----------------------- | -------------------- | --------------- | --------------------------------- |
| Hethitisch       | –                   | –                   | duttarii̯ata/i-          | ker (Dat. kardi)     | genu- ~ ganu-   | pāt- ~ pat-                       |
| Altgriechisch    | patḗr               | mḗtēr               | thygátēr                | kē̃r / kardía         | góny            | poús (Gen. podós)                 |
| Lateinisch       | pāter               | māter               | futír (oskisch)         | cor (Gen. cordis)    | genū            | pēs (Gen. pedis)                  |
| Altirisch        | athir               | máthir              | duxtir (gallisch)       | cride                | glún            | ed ‚Schritt, Intervall‘           |
| Tocharisch A / B | pācar / pācer       | mācar / mācer       | ckācar / tkācer         | kri ‚Wille‘ / käryāñ | kanweṃ / kenīne | pe / paiyye                       |
| Gotisch          | fadar               | mōþer               | daúhtar                 | haírtō               | kniu            | fōtus                             |
| Litauisch        | –                   | mótė ‚Ehefrau‘      | duktė͂                   | širdìs               | –               | pãdas ‚Sohle‘ / pėdà ‚Fußabdruck‘ |
| Albanisch        | –                   | motër ‚Schwester‘   | –                       | –                    | gju             | –                                 |
| Altarmenisch     | hayr (Gen. hawr)    | mayr (Gen. mawr)    | dustr                   | sirt                 | cun-r           | otn                               |
| Avestisch        | ptā                 | māta                | dugǝdar-                | zǝrǝd-               | žnūm            | pad-                              |
| Altindisch       | pitā́ (Stamm pitár-) | mātā́ (Stamm mātár-) | duhitā́ (Stamm duhitár-) | hṛdaya               | jā́nu            | pā́t (Akk. pā́dam)                  |
| Indogermanisch   | *ph₂tḗr             | *méh₂tēr            | *dʰugh₂tḗr              | *ḱḗr (Gen. ḱrd-ós)   | *ǵenu-          | *pṓds (Gen. pḗds)                 |

Aus diesen Wortgleichungen lassen sich die Lautgesetze einer Sprachfamilie ermitteln und die gemeinsame Ausgangsform der Verwandten in der Ursprache dieser Sprachfamilie erschließen (vgl. die rekonstruierten indogermanischen Ansätze in der letzten Tabellenzeile).
Wortgleichungen sind also – neben morphologischen Vergleichen – ein unverzichtbares Hilfsmittel bei der Untersuchung der genetischen Zusammenhänge einer Gruppe von Sprachen. Eine Sprachgruppe, für die sich solche Gleichungen nicht systematisch erstellen lassen, kann nicht als genetische Einheit betrachtet werden.
Besonders wichtig sind Wortgleichungen für „stabile Begriffe“ – Verwandtschaftsbezeichnungen, Körperteile –, die üblicherweise nicht von einer Sprache in eine andere entlehnt werden, sondern zum gemeinsamen Urbestand einer Sprachfamilie gehören. Nach Aharon Dolgopolsky (1986) sind die in diesem Sinne „stabilsten“ 23 Begriffe:
ich/mich – zwei/paar – du/dich – wer/was – Zunge/Sprache – Name – Auge – Herz – Zahn – nein/nicht – Fingernagel/Fußnagel/Kralle – Laus – Träne – Wasser – tot – Hand – Nacht – Blut – Horn – voll – Sonne – Ohr – Salz
Diese nach „Stabilität“ (von oben nach unten abnehmend) angeordnete Liste basiert auf der Untersuchung von 140 Sprachen aus verschiedenen Sprachfamilien in Europa und Asien. Sie wird auch häufig bei der Untersuchung von entfernten genetischen Verwandtschaften (siehe Makrofamilie) herangezogen.